# Cisco (Texas)
Pour les articles homonymes, voir Cisco.
Cisco est une ville du comté d'Eastland, Texas, États-Unis. Elle comptait 3 851 habitants selon le recensement de 2000.

## À noter
C'est à Cisco que Conrad Hilton a acheté le premier hôtel du groupe hôtelier qui porte aujourd'hui son nom, Hilton.

## Source
- (en) Cet article est partiellement ou en totalité issu de l’article de Wikipédia en anglais intitulé « Cisco, Texas » (voir la liste des auteurs).